# 前田登
前田 登（まえだ のぼる、1970年6月4日 - ）は、日本の男性お笑いタレント、声優。お笑いコンビ・はりけ〜んずのボケ担当。大阪府大阪市東住吉区出身。

## 人物
- 大阪府立平野高等学校卒業。
- 1988年3月28日、心斎橋筋2丁目劇場で初舞台。当時の相方は嶋地博。この同じ日に2丁目劇場で初舞台を踏んだ同期には島田珠代がいる。
- 東京進出後、新井義幸とコンビ結成。
- 本職は芸人だが、CS・BSのアニメに関する番組・イベント司会の仕事が多い。この分野での「同業者」として、やまけん、鷲崎健らと交流がある。
- ピン芸人としてR-1ぐらんぷりにも出場しており、アニメ関連のネタを入れる事が多い。同大会の2009年度の準決勝には、司会をしつつ自らも出演していた。
- アニメ鑑賞が大好きで放送されているアニメはほぼチェックするほどである。
- 美少女アニメに関しては思い入れがあり、世界最高の女性は木之本桜（『カードキャプターさくら』の主人公）と言い、楽屋で『苺ましまろ』フィギュアと話をしている（美少女の役も自分が演じ、一緒に遊んだりする）光景を後輩に見られて引かせているが本人は気にしていない。
- 声優の川上とも子と関わりが深い。
- 阪神タイガースの熱烈なファンでもある。
- 既婚である。アニメネタの場では、自分の妻のことをデ・ジ・キャラットになぞらえて「嫁キャラット」と呼んでいる。
- 舞台やイベントでの仕事で多忙なため、最近「コミケに行けないでいる」と嘆いている。このため、コミケ関連の仕事を入れてでも行く計画を考えているらしい。
- はりけ〜んずと中田なおきの3人でM-1グランプリの敗者復活戦の司会を担当した際の会場は、コミックマーケットが開催されている最中の東京国際展示場と目と鼻の先にあるパナソニックセンター東京前に設置された、特設屋外ステージであった（第2・3回目。4回目も同様であったが、このときはコミケと開催日程が重ならなかった）。観客の中にはコミケ帰りと思われる客もちらほらいたため、司会の最中にいじったり、コミケのことを意識する発言をしており、「同人誌を作ってコミケに出て儲けるねん」という発言までしていた。この公言は仕事の関係でまだ達成されていない模様であるが、その後漫画原作者という形ではあるものの、「おんたま!」（コミックヨシモト→コミックガム連載、作画は吉井ダンが担当）で商業作家デビューを果たしており、さらに2009年にはニコニコアニメチャンネル内でアニメ化も実現してしまった。
- 定期的に「登風」という前田単独のお笑いライブを開催していた。これは主に声優をゲストに呼んでアニメや声優をネタとしたお笑いライブである。2015年2月8日にShibuya DUOで行われた「はりけ〜んず前田単独オタク LIVE10周年SP『FINALPARTYNIGHT登風！！』〜」にて最終公演となった。
- 沢城みゆきのファンでラジオでゲストに来た時にビックリしてイスから落ちたことがある。（ラジオレレレの錬金術師＃４６）
- 天津の天津飯大郎を同じ美少女アニメ好きの後輩として可愛がっており、「登風」にて二人によるアニメを題材にした漫才も披露している。
- かつてお笑いライブに出演した際に、前田がふたりはプリキュアのTシャツを着て登場し、客に「キャー！」と言われ退かれた事がある。しかし前田は「キャー！やなくてTシャツを指さしてキュアー！って叫んでた」と主張している。
- 石田彰が大好きでありTwitterで誕生日を祝っていた。
- 2年後輩のココリコの田中直樹が貧乏時代、前田に「腹減って死にそうなんです」と電話したところ「何か食わしてやるから、こっちまで来い」と言って「和食さと 桜上水店」で「にぎやかエビ天丼セット」をおごったことがあり、田中から「命の恩人です」と感謝されている[2]。

## 出演番組

### テレビ
- アキハバラ情報局（アニマックス）
- 溜池Now（GyaO）「ギザ細かすぎて伝わらない アニメものまね選手権」
- ウッチャンナンチャンの炎のチャレンジャーこれができたら100万円!!（テレビ朝日系）
  - 「芸能人チャレンジ48時間耐久 眠らなかったら100万円 〜酒飲みVersion〜」で48時間不眠を達成し100万円獲得。滞納していた国民年金の支払いに充当した。

### ラジオ
- 声優グラッチェ（ラジオ関西：2005年12月 - 2007年3月）
- ウルジャンナビゲーター（音泉・BEWE：2006年2月24日・3月3日 - 3月31日））
- 山本麻里安のはにわマイハウス（BSQR489：2006年3月終了）（BBQR、ゲスト）
- 文化放送A&G DREAM SQUARE ランダム放送 〜俺たち司会やってまーす〜（文化放送：2006年10月21日）
- 超!アニメロアワー はりけ〜んず前田の最低でも二塁打（文化放送：2007年9月22日）
- サンデーVSマガジン カードゲームラジオ（音泉：2008年7月24日 - 2009年9月16日）
- ニコニコ音泉たまご!（音泉：2009年7月31日 - 12月18日）
- ヴィクトリースパーク カードゲームラジオ（HiBiKi Radio Station：2009年9月21日 - 2010年5月24日）
- はりけ〜んず前田と上間江望の『がむちゃら！』（超!A&G+：2015年4月13日 - 2016年4月2日）[3]

### テレビアニメ
- ねとらん者 THE MOVIE（ソフトバンクパブリッシング、2004年11月24日） - チュンチュン 役
- おねがいマイメロディ（テレビ大阪、2005年 - 2009年）- バク 役、4シリーズ[一覧 1]
- ゲゲゲの鬼太郎（第5シリーズ）（フジテレビ、2007年6月10日）第11話 - 山田 役
- ヴァイス・サヴァイヴ（TBS、2009年6月 - 9月） - VSじいさん 役
- ヴァイス・サヴァイヴR（TBS、2009年12月 - 2010年3月） - VSじいさん 役

### Webアニメ
- おんたま!（ニコニコアニメチャンネル、2009年8月 - 11月） - ピーチ 役
- KUROMI’S PRETTY JOURNEY（YouTube・TikTok、2023年[4]）- バク 役

### 劇場アニメ
- おねがいマイメロディ 友&愛（東宝、2012年8月11日）[5] - バク 役

### 舞台
- 楽屋プロジェクト メイド喫茶の神様（2007年4月13日 - 15日、シアターVアカサカ） - 前田登 役

### その他
マンガ原作
- おんたま!（ワニブックス、作画：吉井ダン コミックヨシモト→コミックガム）

### シリーズ一覧
1. ↑  第1期（2005年 - 2006年）、第2期『〜くるくるシャッフル!〜』（2006年 - 2007年）、第3期『すっきり♪』（2007年 - 2008年）、第4期『きららっ★』（2008年 - 2009年）